# Кіндікти
Кіндікти́ (каз. Кіндікті) — село у складі Аксуатського району Абайської області Казахстану. Адміністративний центр Кіндіктинського сільського округу.
Населення — 620 осіб (2021; 570 у 2009, 1058 у 1999, 1139 у 1989).
Національний склад станом на 1989 рік:
- казахи — 100 %

У радянські часи село називалось також Кіндікті.